# South Portland, Maine
South Portland är en stad i Cumberland County, Maine, USA. 2020 uppmättes stadens invånarantal till 26 498.

### Fotnoter
1. ↑  ”South Portland city, Maine” (på engelska). Quick Facts. United States Census Bureau. https://www.census.gov/quickfacts/fact/table/southportlandcitymaine/PST045224. Läst 4 maj 2025.